# 中国驻清迈总领事馆
中华人民共和国驻清迈总领事馆，简称中国驻清迈总领事馆，是中华人民共和国派驻泰国清迈府清迈的最高级别外交机构，位于清迈昌罗路111号（111 Changloh Road, Haiya District, Chiang Mai）。领区包括清迈府、清莱府、夜丰颂府、难府、帕尧府、帕府、南奔府、南邦府、程逸府、彭世洛府、素可泰府和达府。

## 历史沿革
1988年7月22日，中华人民共和国与泰王国兩國達成協議，中國将在清邁設置總領事館，而基于对等原则泰国也将在广州设立总领事馆。1991年4月10日，中华人民共和国駐清邁總領事館正式開館，成为中国在泰国的首个总领事馆。